# لوییس لئاندرو کاستیلو
لوییس لئاندرو کاستیلو (انگلیسی: Luís Leandro Castillo؛ زادهٔ ۱۲ فوریهٔ ۱۹۹۱) بازیکن فوتبال اهل آرژانتین است.